# Pstrąg (obraz Gustave’a Courbeta)
Pstrąg (fr. La Truite) – obraz francuskiego malarza Gustave’a Courbeta. Courbet namalował kilka martwych natur przedstawiających pstrągi. Dwa bardzo zbliżone kompozycyjnie obrazy znajdują się w Muzeum Sztuki w Zurychu i Musée d’Orsay.
Płótno przedstawia martwą rybę, ułożoną po przekątnej kompozycji, w szczelinie skały, która zdaje się ją pochłaniać. Zwierzę jest przedstawione w sposób realistyczny – z szeroko otwartym pyskiem, z którego wystaje wędkarska żyłka i raną. Krew wypływająca ze skrzeli przypomina motyw z wcześniejszego autoportretu Courbeta pt. Ranny mężczyzna. Obraz, podobnie jak powstała w tym samym okresie Martwa natura z pstrągami z rzeki Loue, może być symbolicznym przedstawieniem ciężkiego położenia malarza. Na przełomie lat 1871–1872 Courbet przebywał w więzieniu, skazany za swą działalność polityczną w czasie Komuny Paryskiej. Po odbyciu kary spędził trochę czasu w swoim rodzinnym Franche-Comté, a potem wyemigrował z Francji do Szwajcarii, by nigdy już nie wrócić do ojczyzny. To właśnie w tym okresie wykonał kilka martwych natur przedstawiających ryby, inspirowanych olbrzymimi pstrągami łowionymi przez rybaków w rzece Loue. Sytuacja finansowa artysty w tamtym czasie była skomplikowana, gdyż toczył się proces w sprawie obciążenia go kosztami ponownego wzniesienia kolumny Vendôme jako inicjatora projektu jej zburzenia. 
W lewym dolnym rogu obrazu z Muzeum Sztuki w Zurychu znajduje się wykonana czerwoną farbą inskrypcja w języku łacińskim: 71/ G. Courbet. in vinculis faciebat. Malarz podpisał dzieło jako wykonane w roku 1871 w więzieniu, uważa się jednak, że przez tę inskrypcję chciał, żeby widzowie odczytywali Pstrąga jako metaforę jego losu, a sam obraz powstał później. Jeden z krytyków pisał o obrazie: „Opowiada on [Courbet] o swoim nieszczęściu, mówi o szlachetności instynktu, o barbarzyńskim losie zgotowanym niewinności”.